# Riserva speciale Dzanga-Sangha
La Riserva speciale Dzanga-Sangha (conosciuta anche come Riserva forestale Dzanga-Sangha, o Riserva speciale forestale Dzanga-Sangha è una riserva protetta, situata a sud-ovest della Repubblica Centrafricana. Fu creata nel 1990 e copre 6865.54 km². È una delle diverse aree del Complesso di Aree protette del Dzanga-Sangha (DSCPA) ognuna delle quali con uno status protettivo e lungo il Parco Nazionale Lobéké in Camerun e il Parco nazionale Nouabalé-Ndoki nella Repubblica del Congo. Altre aree del DCSPA includono il Parco Nazionale Dzanga Ndoki che è diviso in due settori il Parco Dzanga e il parco Ndoki.